# Bryomorphe aretioides
Bryomorphe aretioides là một loài thực vật có hoa trong họ Cúc. Loài này được (Turcz.) Druce mô tả khoa học đầu tiên năm 1917.